# 阿罕布拉
阿罕布拉（英文：Alhambra），又译阿尔汉布拉，是美国加利福尼亚州洛杉磯縣的一座城市，位于圣盖博谷地区西部，洛杉磯市中心以東7英里（11公里）处。阿罕布拉于1903年7月11日建市，根据2020年美国人口普查显示，该市有人口82,868人。市长为罗斯·J·马扎（Ross J. Maza）。
自1980年代起，大量拉丁裔和亚裔（以華裔為主）人口遷入阿罕布拉。市內家中使用語言前三位依次為華語、西班牙語和英語。
市長和副市長是由議會全體五位議員依序互相推選產生。雖然阿罕布拉華裔人口眾多，但市議會直到2006年才產生首位華裔沈時康（Stephen K. Sham）當選市議員，並成為該市百多年歷史以來第一位亞裔市長。這比鄰近亞裔聚居小城市落後多年，原因是阿罕布拉採取分區選舉，華裔選票無法集中。

## 地理
阿罕布拉市位于34°4′55″N 118°8′6″W / 34.08194°N 118.13500°W (34.081859, -118.135052)。
该市东部与圣盖博接壤，东北与圣玛力诺接壤，西北与南帕萨迪纳接壤，西部与洛杉矶接壤，南部与蒙特利公园接壤。

## 公共交通
由LA Metro运营的Metro Local 76路行经横贯阿罕布拉的Valley Blvd，从阿罕布拉坐76路到洛杉矶唐人街约25-30分钟，到洛杉矶市中心的核心区域约30-40分钟。76路发车频率为工作日高峰12-15分钟一班，工作日平峰及周末白天每15-20分钟一班。Metro Local 78路行经Main Street和 Huntington Drive，从阿罕布拉到洛杉矶市中心耗时约45分钟。78路发车频率为工作日早高峰6-20分钟一班，工作日平峰及周末白天均为15-30分钟一班。具体线路班次信息可查询LA Metro官网 （页面存档备份，存于）。
Alhambra Community Transit运营名为ACT的公交车，服务阿罕布拉区域内的地点，每20分钟一班。具体线路班次信息可查询ACT公交网页 （页面存档备份，存于）。此外，谷歌地图，苹果IOS自带地图以及Transit App均可查询全美所有巴士及轨交的站点和班次信息。

## 姊妹城市
中国海南省三亚市
 中華民國新北市新庄区

## 教育
阿罕布拉全市的公立中小學教育屬於阿罕布拉聯合學區的管轄範圍。